# Mahōtsukai no Yoru
Mahōtsukai no Yoru (魔法使いの夜?  lit. La noche de los magos) traducido oficialmente al inglés como Witch on the Holy Night (Bruja en la noche santa), y a veces acortada como Mahoyo, es una novela visual japonesa desarrollada por TYPE-MOON lanzada el 12 de abril de 2012 para Microsoft Windows. Una versión mejorada añadiendo actuación de voz fue anunciada a lanzarse en diciembre de 2022 para Nintendo Switch y PlayStation 4 en Japón, la cual incluirá además por primera vez una traducción en inglés de manera oficial en una novela visual de TYPE-MOON. La jugabilidad es en su mayoría una novela visual pura: el jugador experimenta un argumento lineal con limitadas variaciones y elecciones que alteren su curso. También ha sido anunciada una adaptación como película de anime producida por Ufotable a estrenarse.

## Argumento
Cerca del final de la era Shōwa, en la ciudad de Misaki, se rumorea que una antigua mansión es el hogar de una bruja. Después de mudarse allí, Aoko Aozaki comienza a aprender brujería de una joven maga, Alice Kuonji, la rumoreada bruja de la mansión. La familia Aozaki supervisa la tierra sobre la que se construye Misaki y el heredero (Aoko) tiene la tarea de protegerla. Misteriosos intrusos han estado interrumpiendo el campo limitado en Misaki, lo que ha llevado a Alice y Aoko a investigar. Un maniquí o marioneta los ataca y es incinerado. A medida que esto sucede, ambos ven a alguien huyendo, un civil que no debe escapar después de haber visto magia viva. Inesperadamente, un joven llamado Sōjūrō Shizuki se siente atraído por la mansión y también viene a residir con ellos. En algún momento, se revela que el intruso que había estado interrumpiendo el campo limitado es Touko Aozaki, la hermana mayor de Aoko. Ella, después de haber matado a su abuelo, ahora busca desvelar el camino de los Aozaki a la raíz.

## Personajes
Aoko Aozaki (蒼崎青子 Aozaki Aoko?)
 Seiyū: Haruka Tomatsu
La primera protagonista de la historia y una estudiante de secundaria que recién comienza a aprender hechicería luego de mudarse a una antigua mansión donde se rumoreaba que vivía una bruja. En la escuela, ella es la presidenta del consejo estudiantil. Aoko apareció por primera vez como un personaje secundario en Tsukihime y sus secuelas Kagetsu Tohya y Melty Blood, y ha aparecido en varios otros juegos y medios Type-Moon no relacionados con Tsukihime, como Fate/Extra.
Alice Kuonji (久遠寺有珠 Kuonji Arisu?)
 Seiyū: Kana Hanazawa
Una bruja nata, hija del hijo mayor de la adinerada familia Kuonji y una bruja de la que se enamoró, que vive sola en una mansión. Ella es emocionalmente distante y abusiva de sí misma, por lo que no entabla relaciones fácilmente, pero gradualmente llega a aceptar a Aoko como amiga. Conoce a la familia Aozaki desde hace más de diez años y es compañera y maestra de Aoko.
Sōjūrō Shizuki (静希草十郎 Shizuki Sōjūrō?)
 Seiyū: Yūsuke Kobayashi
El segundo protagonista de la historia y un joven de una zona rural que aún se está adaptando a vivir en la ciudad y como un estudiante normal de secundaria. Es tranquilo y reservado, pero de buen corazón y estable en contraste con Aoko y Alice. Él también termina viviendo en la mansión Kuonji, a pesar de los intentos de Alice de ahuyentarlo ignorándolo, y Alice desarrolla sentimientos inciertos hacia él.
Tobimaru Tsukiji (槻司鳶丸 Tsukiji Tobimaru?)
 Seiyū: Toshinari Fukamachi
El popular vicepresidente del Consejo Estudiantil, un compañero de clase de Aoko que se convierte en el mejor amigo de Sojuro. Él y Aoko eran amigos cercanos cuando eran niños, aunque ambos niegan tener sentimientos el uno por el otro. Su vida familiar es aparentemente complicada, se sabe que fuma ocasionalmente y sale por las noches. Tobimaru tiene sentimientos no correspondidos por Kojika Kumari.
Kojika Kumari (久万梨金鹿 Kumari Kojika?)
 Seiyū: Chika Anzai
La tesorera del Consejo Estudiantil, amiga y compañero de clase de Aoko que posee una personalidad realista y de buenos modales. Es muy responsable como resultado de estar a cargo de una casa de hermanos, pero no le gusta cómo los hombres en su vida la menosprecian. Aunque su padre desaprueba su deseo de asistir a la universidad, Kojika todavía trabaja duro para ahorrar dinero para asistir de todos modos.
Hōsuke Kinomi (木乃美芳助 Kinomi Hōsuke?)
 Seiyū: Shohei Kajikawa
Hosuke, compañero de clase de Sojuro, es un joven alegre cuyos principales intereses son las chicas atractivas de la clase y hacerse rico algún día. A menudo intenta organizar a los estudiantes varones en clase, aunque su astucia a menudo falla y las chicas terminan sintiendo lástima por él. También es compañero de trabajo de Sojuro en su trabajo de medio tiempo.
Tōko Aozaki (蒼崎橙子 Aozaki Tōko?)
 Seiyū: Ruriko Aoki
La hermana mayor de Aoko, considerada una maga genio en la familia Aozaki, que creía que su linaje mágico estaba desapareciendo. Ella y Aoko nunca se llevan muy bien. Alice disfruta de la compañía de Touko porque es una persona que realmente puede entender a Alice, aunque Alice hace poco para evitar que Aoko y Touko peleen. Touko ha aparecido en Kara no Kyōkai como personaje secundario.
Yuika Suse (周瀬唯架 Suse Yuika?)
 Seiyū: Akiha Matsui
La hermana gemela de Ritsuka, miembro de la iglesia conocida en la ciudad como una monja piadosa. Posee una condición genética que resulta en sentidos agudizados y también es hábil en actos más rudos.
Ritsuka Suse (周瀬律架 Suse Ritsuka?)
 Seiyū: Shizuka Itō
Miembro de la Asociación de Magos, aunque solo ha sido parte de la organización durante un año después de dejar la Iglesia. Se cree que Ritsuka es aprendiz de la familia Aozaki para actuar como perro guardián, razón por la cual Aoko sospecha de las intenciones de Ritsuka.
Eiri Fumizuka (文柄詠梨 Fumizuka Eiri?)
 Seiyū: Hiromichi Tezuka
Un miembro de la Iglesia. A pesar de su personalidad amable, sus consejos suelen ser críticos y duros. Una vez fue aprendiz de la familia Aozaki y resulta ser el antiguo amante de Touko. Debido a que era lo suficientemente fuerte como para matar a una bruja, Touko permanece alerta a su alrededor.

## Desarrollo
A finales de 1995, Kinoko Nasu  tras ver el primer episodio de Neon Genesis Evangelion fue inspirado a escribir una novela, una idea en la que venía pensando desde que estaba en escuela secundaria. Nasu originalmente escribió Mahōtsukai no Yoru como una novela de aproximadamente 400 páginas en el invierno de 1996. Intentó hacerla entrar en varias competencias de escritura, pero no obtuvo éxito alguno, haciendo que su trabajo simplemente quedara relegado a ser disfrutado por sus amigos. Más tarde, Nasu planeó enviar la novela a la editorial Fujimi Shobo, pero tuvo dificultades al intentar hacer que la novela no exceda las 350 páginas, y la misma finalmente no fue publicada. Tras fundar TYPE-MOON con Takashi Takeuchi y luego de haber publicado varios proyectos al público, Takeuchi sugirió hacer una nueva versión de Mahōtsukai no Yoru para lanzarla antes que su siguiente proyecto en carpeta, Girls' Work.
Para abril de 2008 se anunció el juego. A diferencia de otros juegos de TYPE-MOON, este no es un videojuego eroge, y el artista principal es Hirokazu Koyama en vez de Takashi Takeuchi. Se suponía que el juego sería lanzado en 2009, pero debido a retrasos se pospuso hasta septiembre de 2010. En septiembre, sin embargo, TYPE-MOON anunció que el lanzamiento sería en el invierno de 2011. Un demo del juego se lanzó el 15 de diciembre de 2011. El juego fue oficialmente lanzado el 12 de abril de 2012.

## Película animada
En diciembre de 2021 se anunció que el juego sería adaptado como un largometraje de anime producido por Ufotable.